# Sanatori

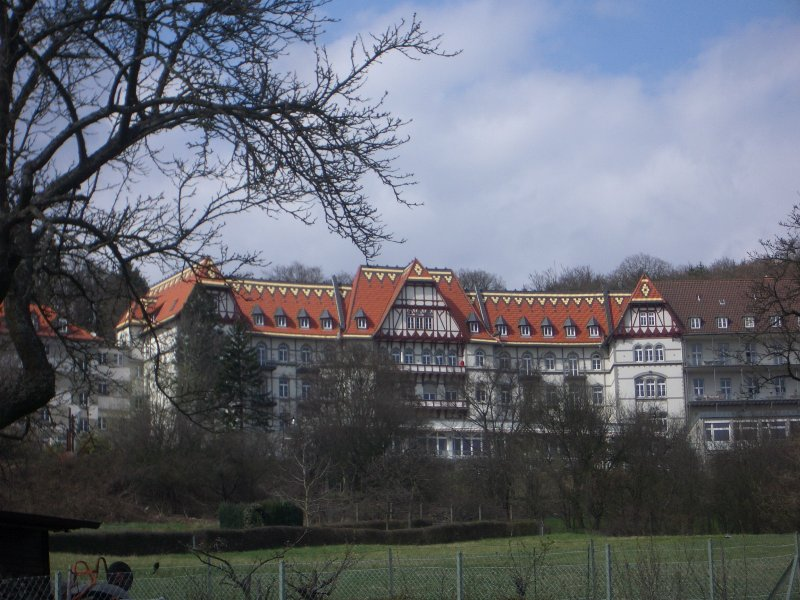
Antic sanatori a Ruppertshein, prop de Frankfurt

S'anomena sanatori (del llatí sanare, "sanar", "tractar", "guarir") a un establiment destinat a l'assistència i curació de malalts i convalescents, però més especialment dels tuberculosos. Se'n van construir tant per a persones riques com per a les classes populars.

## Història
La justificació dels sanatoris era que abans que existissin els tractaments antibiòtics, un règim de descans i una bona nutrició oferia la millor possibilitat perquè el sistema immunitari de la víctima "blindés" els focus d'infecció de tuberculosi pulmonar (TB). El 1863, Hermann Brehmer va obrir la Brehmersche Heilanstalt für Lungenkranke a Görbersdorf (Sokołowsko), Silèsia (ara Polònia), per al tractament de la tuberculosi. Els pacients eren exposats a quantitats abundants de gran altitud, aire fresc, i una bona nutrició. Els sanatoris de tuberculosi es van fer comuns a tot Europa a partir de finals del segle xix en endavant.
La base del tractament higiodietètic que s'emprava en els sanatoris era la permanència contínua a l'aire lliure tant a l'hivern com a l'estiu. En uns casos els malalts passejaven per llocs acuradament nets de pols i protegits del vent, especialment entre boscos de pins. En d'altres, descansaven en cadires-llits en sales completament obertes, disposades ad hoc des de les primeres hores del matí fins que tanca la nit. Durant aquesta, les finestres romanen obertes o bé es renova l'aire mitjançant aparells de ventilació sense que se suspengués aquest procediment, llevat de les èpoques més crues de l'hivern. Representa així mateix paper important l'alimentació en què predominen els albuminoides naturals (carn, ous, llet) o bé els artificials (purés, etc.) Completen el pla dietètic la gimnàstica, el massatge, els banys i la hidroteràpia freda.

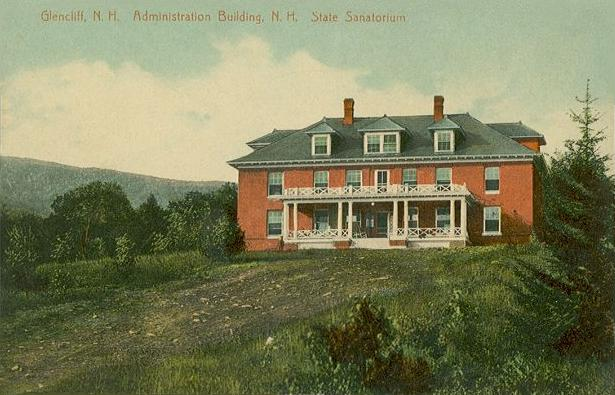
Sanatori de l'Estat a Nova Hampshire.

Per triar el lloc de l'emplaçament s'havia de donar importància al fet que estigués protegit dels vents del nord i de l'est i en certes comarques (nord-oest d'Alemanya), de l'oest per la interposició de bosc i muntanyes. Era preferible que els malalts tinguessin la possibilitat de passejar per terrenys secs, poblats de boscos de pins. A les comarques muntanyoses, havien d'escollir sobretot valls obertes cap al Sud i fugir de punts envoltats de boires, així com terrenys humits.
Els dos sexes havien d'estar rigorosament separats i els malalts instal·lats en un sol edifici en els establiments de poca importància i en els de majors dimensions en pavellons separats per més de dos pisos. Els edificis de l'administració, les habitacions dels empleats i sobretot la vaqueria havien d'estar separats de l'edifici dels malalts. En aquests, els locals destinats a dormitoris serien diferents als ocupats pels malalts durant el dia. Les parets havien de ser tan impermeables com fos possible i fàcils de rentar. Era preferible la calefacció central a les estufes a causa de la producció de pols que acompanya aquestes últimes.
La manera de funcionar dels sanatoris havia d'estar sotmesa a un metge en cap com en un llatzeret militar. A més, havia d'haver-hi un metge ajudant per cada cinquanta malalts.